# Селахаттин Адиль-паша
Селаххати́н Адиль-паша́ (тур. Selahattin Adil Paşa; 19 января 1882, Стамбул, Османская империя — 27 февраля 1962, Турция) — турецкий военный деятель.

## Биография
Родился 19 января 1882 года в Стамбуле. В 1902 году окончил военную академию, в 1905 году — школу Сухопутных войск. Будучи инженером-механиком, руководил работами по строительству Хиджазской железной дороги. В 1908 году получил звание майора. В 1910 году был назначен командиром 2-го пехотного полка. С 1911 года турецкий военный атташе в Бухаресте, однако, с началом Итало-турецкой войны был отправлен в Ливию.
После Балканских войн был назначен начальником штаба укреплённого пункта Чанаккале. Во время Дарданелльской операции при обороне Чанаккале организовал оборонительную систему, благодаря чему флот союзников не смог прорваться и захватить Чанаккале. За успешные боевые действия был повышен до полковника. Во время Первой мировой войны командовал 12-й и 13-й дивизиями.
После окончания войны участвовал в войне за независимость Турции. Во время вторжения французских войск в южную Анатолию организовал сопротивление, которое увенчалось успехом. Командовал 2-й турецкой армией. Также принимал участие в боях против греческих войск. К тому времени получил звание генерала.
23 ноября 1922 года Великим национальным собранием Турции был назначен военным губернатором Стамбула. В 1923 году, когда Антанта вывела свои войска из Константинополя, занял эту должность.
После провозглашения Турецкой Республики работал в правительстве. В 1950—1954 годах был депутатом турецкого парламента. Умер 27 февраля 1962 года.

## Труды
- Selahattin Adil, Hayat Mücadeleleri — Selahattin Adil Paşa’nın Hatıraları — Zafer Matbaası, 1982.
- Selahattin Âdil, Çanakkale cephesinden mektuplar-hatıralar — 2007, 192 p.